# Estado Teng
El Estado Teng (chino: 滕國; pinyin: Ténggúo) fue un estado vasallo de la dinastía Zhou durante las Primaveras y Otoños y los Reinos Combatientes. Estaba localizado en la actual provincia de Shandong. Su capital es la actual Tengzhou (滕州). Sus gobernantes se titulaban vizcondes (子, zǐ).
La familia gobernante fue la Jī (姬), fundada por un hermano del Rey Wu de Zhou. Se convirtió en vasallo de Lu. Ahí nacieron el filósofo Mozi y el arquitecto Lu Ban. El feudo fue conquistado por Yue en 414 a. C. En 297 a. C. pasó a poder de Song.